# Kromosom 13
Kromosom 13 är ett av de 23 kromosomparen hos människor. Människor har normalt två kopior av detta kromosom. Kromosom 13 sträcker sig över cirka 115 miljoner baspar (byggmaterialet för DNA), och representerar mellan 3,5 och 4 procent av det totala DNA:t i cellerna. Kromosom 13 har 332 proteinkodande gener.

## Hälsotillstånd som är relaterade till förändringar i kromosom 13:[3]
8p11-myeloproliferativt syndrom:
   - Detta är förknippat med en translokation mellan kromosom 13 och kromosom 8. Det resulterar i en fusion av ZMYM2-genen på kromosom 13 med FGFR1-genen på kromosom 8. Denna förändring leder till ökad tillväxt och delning av celler, vilket kan leda till blodrelaterad cancer.
Feingold syndrom typ 2:
   - Orsakas av genetiska förändringar som tar bort små delar av DNA på långa armen (q) av kromosom 13. Deletioner påverkar MIR17HG-genen och andra närliggande gener. Det manifesterar sig med finger- och tåavvikelser, liten huvudstorlek (microcephaly) och inlärningssvårigheter.
Retinoblastom:
   - En ögonsjukdom där förändringar i genen RB1, som finns på kromosom 13q14, kan orsaka cancer i näthinnan. Deletioner av regionen 13q14 kan också leda till intellektuell funktionsnedsättning och karakteristiska ansiktsdrag.
Trisomi 13:
   - När varje cell i kroppen har tre kopior av kromosom 13 istället för de vanliga två. Detta kan orsaka olika fysiska och utvecklingsrelaterade problem.
Andra kromosomala tillstånd:
   - Delmonosomi och deltrisomi av kromosom 13 kan orsaka olika kognitiva och fysiska problem beroende på storlek och plats för kromosomavvikelsen.
Andra cancerformer:
   - Förändringar i kromosom 13 har kopplats till olika typer av cancer, inklusive leukemier och lymfom.